# Kachnička hřívnatá

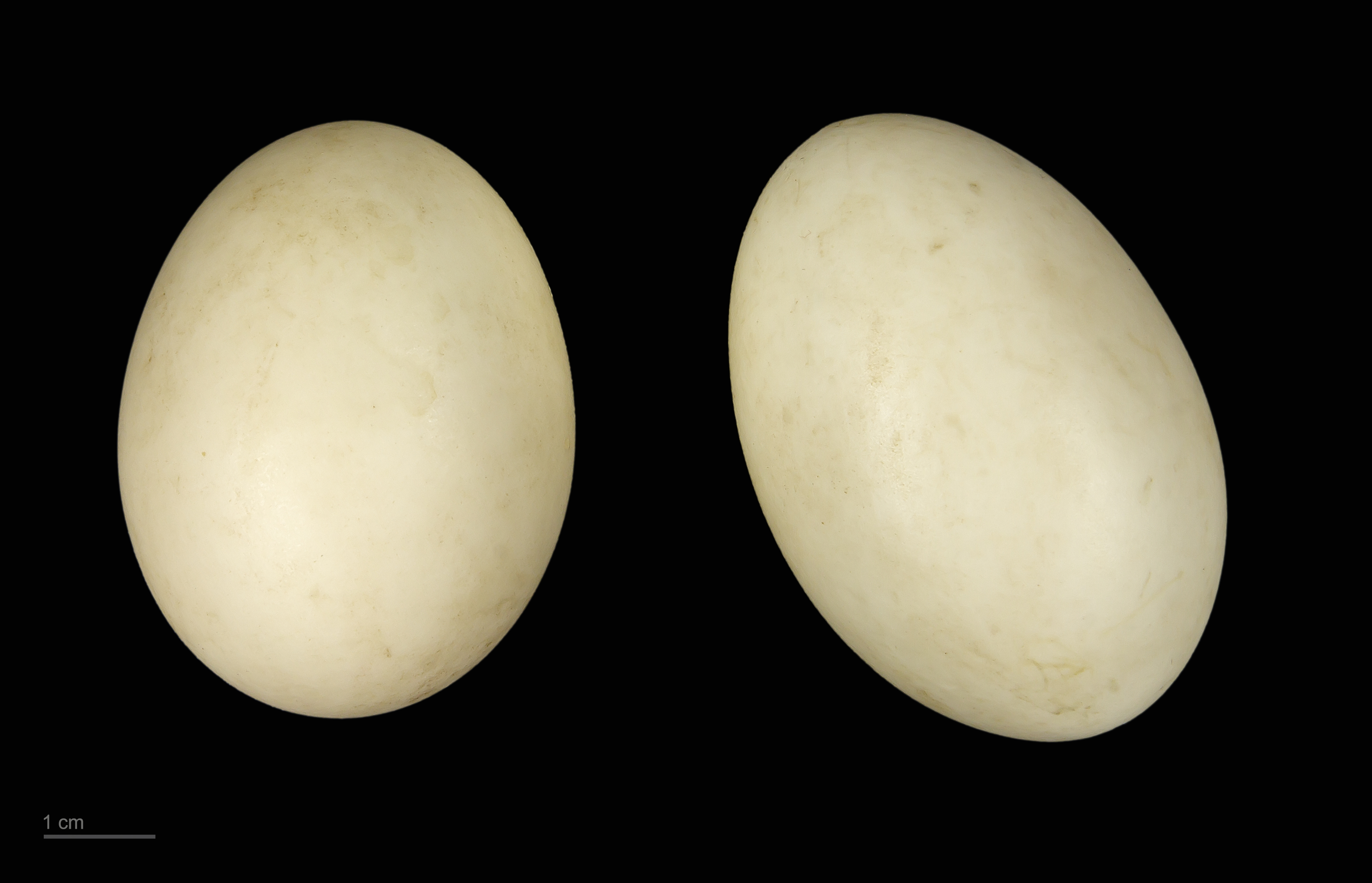
Chenonetta jubata

Kachnička hřívnatá (Chenonetta jubata) je středně velká australská kachna. Jedná se o jediného recentního zástupce rodu Chenonetta.

## Popis
Dorůstá 45–51 cm. Samci jsou převážně šedí s tmavě hnědou hlavou, strakatou hrudí a černým břichem. Samice mají hlavu světlejší s bílým pruhem nad a pod okem a strakatou hruď. Obě pohlaví pak mají šedá křídla s černými letkami a bílým zrcátkem.

## Chování
Žije v zalesněných močálech, otevřených lesích a na travnatých plochách na rozsáhlém území Austrálie. Je převážně býložravá, ale v malé míře požírá též hmyz. Po potravě přitom většinou pátrá v hejnech. Hnízdí v dutinách stromů, kam klade 9–11 smetanově bílých vajec. Na jejich inkubaci se podílí samotná samice, o mláďata se již starají oba rodiče. Chov kachničky hřívnaté ale není příliš náročný ani ve středoevropských podmínkách – kachničkám pro úspěšný odchov stačí celoroční dostatek vody a mít přes zimu k dispozici přístřešek s podestýlkou. Kachničky hřívnaté lze proto v ČR spatřit buď jako okrasného ptáka a nebo i v zoologických zahradách, v roce 2014 v Zoo Plzeň. V minulosti to byly také Zoo Liberec, Zoo Praha, Zoo Ostrava či v Zoo Tábor.